# Синяково (Чортків)
Синяково (або Синякова; пол. Sieniakowa) — колишнє село в Україні, нині — частина міста Чорткова та однойменний мікрорайон.

## Історія
Село відоме з XIX століття.
4 квітня 1978 року село Угринської сільської ради включено в межі міста Чорткова Тернопільської области.

## Географія
У колишньому селі є вулиці:
- Байди Вишневецького
- Довженка
- Корольова
- Леонтовича
- Орлика
- Полуботка
- Сагайдачного
- Сингаївського
- Сірка
- Стефаника
- Сковороди
- Тарнавського
- Теребовлянська
- Тудора

## Релігія
На території є храм святого архангела Михаїла (УГКЦ, 2008).

## Пам'ятки
Є парк, гіпсові печери («Ґном»; довжина 75 м) та Гравітаційні складки.

## Соціальна сфера
Діяла бібліотека та Будинок культури (до 2021).

## Відомі люди
Народилися
- Борис Мірус (нар. 1928) — актор, народний артист України[9];
- Володимир Дідич (1913—1978) — священник, учасник національно-визвольних змагань[10];
- Володимир Мельник (нар. 1938) — скульптор[11].